# (4596) 1981 QB
(4596) 1981 QB est un astéroïde Amor découvert le 28 août 1981 à l'observatoire Palomar (675) par l'astronome Charles T. Kowal.

## Historique
Sa désignation provisoire, lors de sa découverte le 28 août 1981, était 1981 QB. En mars 2022, il s'agissait de l'astéroïde de plus faible numéro ne possédant pas de nom.

## Caractéristiques
Sa distance minimale d'intersection de l'orbite terrestre est de 0,298 667 ua.